# AGL Energy
AGL Energy — один з найбільших в Австралії продавців природного газу та електричної енергії на роздрібному ринку країни. Крім того, компанія інвестує кошти у відновлювальні джерела енергії, такі, як вітроенергетика та гідроенергетика. Штаб-квартира компанії розташована в Сіднеї, Австралія. Акції компанії торгуються на Австралійській біржі цінних паперів (тікет:AGK).